# Марія Доротея Софія Еттінген-Еттінгенська
Марія Доротея Софія Еттінген-Еттінгенська (нім. Maria Dorothea Sophia von Oettingen-Oettingen, 29 грудня 1639 — 29 серпня 1698) — графиня Еттінген-Еттінгенська, донька графа Еттінген-Еттінгену Йоакіма Ернста та графині Гогенлое-Нойнштайнської Анни Доротеї, друга дружина герцога Вюртембергу Ебергарда III. Мала десятеро дітей, які не залишили нащадків. Після смерті чоловіка мешкала в замку Кірхгайм-унтер-Теку, а після пожежі в ньому — у Нюртінгенському замку.

## Біографія
Народилась 29 грудня 1639 року в Еттінгені. Стала первістком у родині графа Еттінген-Еттінгену Йоакіма Ернста та його другої дружини Анни Доротеї Гогенлое-Нойнштайнської, з'явившись на світ за рік після їхнього весілля. Мала старшу єдинокровну сестру Софію Маргариту від першого шлюбу батька. Згодом сімейство поповнилося чотирма молодшими дітьми.

У 3-річному віці втратила матір. Батько згодом уклав третій шлюб з пфальцграфинею Зульцбахською Анною Софією, яка народила йому ще восьмеро дітей.

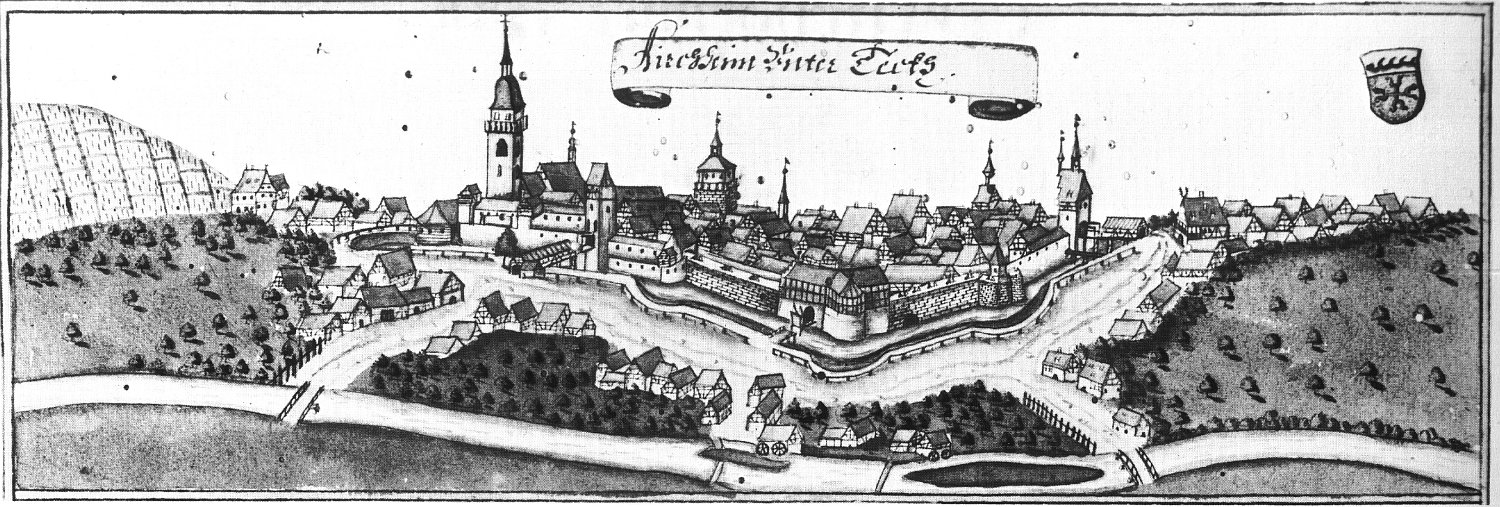
Замок Кірхгайм-унтер-Теку, де герцогиня мешкала у 1675—1690 роках

У 16 років стала дружиною герцога 41-річного Вюртембергу Ебергарда III. Весілля відбулося 20 липня 1656 у Штутгарті. Для нареченого це був другий шлюб, від першого у нього залишилося дев'ятеро дітей. У пари з'явилося десятеро спільних нащадків. 
Ебергард III помер у липні 1674 року. Найменший син народився вже після його смерті. Наступного року Марія Доротея Софія оселилася у призначеній їй удовиній резиденції — замку Кірхгайм-унтер-Теку. Після пожежі, яка трапилася у Кірхгаймі 3 серпня 1690 року, переїхала до Нюртінгенського замку, де провела решту життя.
Померла у Нюртінгені 29 серпня 1698 року. Була похована у крипті колегіальної церкви Штутгарту.

## Родина
Чоловік — Ебергард III, герцог Вюртемберзький
Діти:
- Георг Фрідріх (1657—1685) — генерал-фельдвахтмейстер імперського війська, одруженим не був, дітей не мав;
- Альбрехт Крістіан (1660—1663) — прожив 3 роки;
- Людвіг (1661—1698) — фельдмаршал-лейтенант, одруженим не був, дітей не мав;
- Йоакім Ернст (1662—1663) прожив 5 місяців;
- Філіпп Зіґмунд (1663—1669) прожив 5 років;
- Карл Фердинанд (1667—1668) прожив 8 місяців;
- Йоганн Фрідріх (1669—1693) — полковник драгунського полку, загинув на дуелі, одруженим не був, дітей не мав;
- Софія Шарлотта (1671—1717) — дружина герцога Саксен-Айзенаху Йоганна Георга II, дітей не мала;
- Ебергард (1 липня—27 листопада 1672) прожив 5 місяців;
- Емануїл Ебергард (1674—1675) прожив 8 місяців.